# Newcastle United Football Club 2019-2020
Questa voce raccoglie le informazioni riguardanti la Newcastle United Football Club nelle competizioni ufficiali della stagione 2019-2020.

## Maglie e sponsor
Lo sponsor tecnico per la stagione 2019-2020 è Puma, mentre lo sponsor ufficiale è Wonga.com.
| Casa | Trasferta | Terza divisa |

## Organigramma societario
Area direttiva
- Presidente: Mike Ashley
- Amministratore delegato: Lee Charnley

Area tecnica
- Allenatore: Steve Bruce
- Preparatore atletico: Cristian Martínez
- Preparatore dei portieri: Simon Smith

Area sanitaria
- Responsabile: Paul Catterson
- Massaggiatore: Wayne Farrage

## Rosa
| N. |                          | Ruolo | Calciatore                  |
| -- | ------------------------ | ----- | --------------------------- |
| 1  | Slovacchia (bandiera)    | P     | Martin Dúbravka             |
| 2  | Irlanda (bandiera)       | D     | Ciaran Clark                |
| 3  | Galles (bandiera)        | D     | Paul Dummett                |
| 4  | Corea del Sud (bandiera) | C     | Ki Sung-yueng               |
| 5  | Svizzera (bandiera)      | D     | Fabian Schär                |
| 6  | Inghilterra (bandiera)   | D     | Jamaal Lascelles (capitano) |
| 7  | Inghilterra (bandiera)   | A     | Andy Carroll                |
| 8  | Inghilterra (bandiera)   | C     | Jonjo Shelvey               |
| 9  | Brasile (bandiera)       | A     | Joelinton                   |
| 10 | Francia (bandiera)       | C     | Allan Saint-Maximin         |
| 11 | Scozia (bandiera)        | C     | Matt Ritchie                |
| 12 | Inghilterra (bandiera)   | A     | Dwight Gayle                |
| 13 | Giappone (bandiera)      | A     | Yoshinori Mutō              |
| 14 | Inghilterra (bandiera)   | C     | Isaac Hayden                |
| 15 | Paesi Bassi (bandiera)   | D     | Jetro Willems               |
| 17 | Svezia (bandiera)        | D     | Emil Krafth                 |

| N. |                        | Ruolo | Calciatore         |
| -- | ---------------------- | ----- | ------------------ |
| 18 | Argentina (bandiera)   | D     | Federico Fernández |
| 19 | Spagna (bandiera)      | D     | Javier Manquillo   |
| 20 | Francia (bandiera)     | D     | Florian Lejeune    |
| 21 | Irlanda (bandiera)     | P     | Rob Elliot         |
| 22 | Stati Uniti (bandiera) | D     | DeAndre Yedlin     |
| 23 | Austria (bandiera)     | C     | Valentino Lazaro   |
| 24 | Paraguay (bandiera)    | C     | Miguel Almirón     |
| 25 | Inghilterra (bandiera) | D     | Jamie Sterry       |
| 26 | Inghilterra (bandiera) | P     | Karl Darlow        |
| 27 | Senegal (bandiera)     | C     | Henri Saivet       |
| 28 | Inghilterra (bandiera) | D     | Danny Rose         |
| 30 | Ghana (bandiera)       | C     | Christian Atsu     |
| 36 | Inghilterra (bandiera) | C     | Sean Longstaff     |
| 42 | Algeria (bandiera)     | C     | Nabil Bentaleb     |
| 43 | Inghilterra (bandiera) | C     | Matthew Longstaff  |
| 50 | Inghilterra (bandiera) | A     | Thomas Allan       |

## Calciomercato

### Sessione Estiva
| Acquisti | Acquisti            | Acquisti              | Acquisti                  |
| R.       | Nome                | da                    | Modalità                  |
| -------- | ------------------- | --------------------- | ------------------------- |
| D        | Emil Krafth         | Amiens                | definitivo (5 milioni £)  |
| D        | Jetro Willems       | Eintracht Francoforte | prestito                  |
| C        | Allan Saint-Maximin | Nizza                 | definitivo (20 milioni £) |
| A        | Joelinton           | Hoffenheim            | definitivo (40 milioni £) |
| A        | Andy Carroll        | West Ham Utd          | gratuito                  |

| Cessioni | Cessioni        | Cessioni       | Cessioni                   |
| R.       | Nome            | a              | Modalità                   |
| -------- | --------------- | -------------- | -------------------------- |
| P        | Freddie Woodman | Swansea City   | prestito                   |
| D        | Achraf Lazaar   | Cosenza        | prestito                   |
| C        | Mohamed Diamé   | Al-Ahli Doha   | gratuito                   |
| C        | Jacob Murphy    | Sheffield Weds | prestito                   |
| C        | Rolando Aarons  | Wycombe        | prestito                   |
| A        | Ayoze Pérez     | Leicester City | definitivo (30 milioni €)  |
| A        | Joselu          | Alavés         | definitivo (1,7 milioni €) |

### Sessione Invernale
| Acquisti | Acquisti         | Acquisti   | Acquisti |
| R.       | Nome             | da         | Modalità |
| -------- | ---------------- | ---------- | -------- |
| D        | Danny Rose       | Tottenham  | prestito |
| C        | Nabil Bentaleb   | Schalke 04 | prestito |
| C        | Valentino Lazaro | Inter      | prestito |

| Cessioni | Cessioni       | Cessioni   | Cessioni                |
| R.       | Nome           | a          | Modalità                |
| -------- | -------------- | ---------- | ----------------------- |
| C        | Ki Sung-yueng  | Maiorca    | rescissione consensuale |
| C        | Rolando Aarons | Motherwell | prestito                |

## Risultati

### Premier League
| Arbitro: | Atkinson |

|  |           |                |
|  | Marcatori | 58’ Aubameyang |

| Arbitro: | Attwell |

|                     |           |               |
| Pukki 32’, 63’, 75’ | Marcatori | 90+3’ Shelvey |

| Arbitro: | Dean |

|  |           |               |
|  | Marcatori | 27’ Joelinton |

| Arbitro: | Scott |

|           |           |           |
| Schär 41’ | Marcatori | 2’ Hughes |

| Arbitro: | Marriner |

|                         |           |            |
| Mané 28’, 40’ Salah 72’ | Marcatori | 7’ Willems |

| Newcastle upon Tyne 21 settembre 2019, ore 17:30 BST 6ª giornata | Newcastle Utd | 0 – 0 referto | Brighton | St James' Park (43 316 spett.)\| Arbitro: \| Atkinson \| |
| Arbitro:                                                         | Atkinson      |               |          |                                                          |

| Arbitro: | Pawson |

|                                                           |           |  |
| Pereira 16’ Vardy 54’, 64’ Dummett 57’ (aut.) Ndidi 90+1’ | Marcatori |  |

| Arbitro: | Dean |

|               |           |  |
| Longstaff 72’ | Marcatori |  |

| Arbitro: | Marriner |

|            |           |  |
| Alonso 73’ | Marcatori |  |

| Arbitro: | Friend |

|               |           |           |
| Lascelles 37’ | Marcatori | 73’ Jonny |

| Arbitro: | Attwell |

|                            |           |                                     |
| Balbuena 73’ Snodgrass 90’ | Marcatori | 16’ Clark 22’ Fernández 51’ Shelvey |

| Arbitro: | Atkinson |

|                      |           |            |
| Yedlin 42’ Clark 52’ | Marcatori | 14’ Wilson |

| Arbitro: | Mason |

|                            |           |  |
| Hourihane 32’ El Ghazi 36’ | Marcatori |  |

| Arbitro: | Kavanagh |

|                         |           |                            |
| Willems 25’ Shelvey 88’ | Marcatori | 22’ Sterling 82’ De Bruyne |

| Arbitro: | Attwell |

|  |           |                               |
|  | Marcatori | 15’ Saint-Maximin 70’ Shelvey |

| Arbitro: | Coote |

|                           |           |          |
| Shelvey 68’ Fernández 87’ | Marcatori | 52’ Ings |

| Arbitro: | Robinson |

|          |           |  |
| Wood 58’ | Marcatori |  |

| Arbitro: | Hooper |

|             |           |  |
| Almirón 83’ | Marcatori |  |

| Arbitro: | Friend |

|                                             |           |               |
| Martial 24’, 51’ Greenwood 36’ Rashford 41’ | Marcatori | 17’ Longstaff |

| Arbitro: | Mason |

|           |           |                        |
| Schär 56’ | Marcatori | 13’, 64’ Calvert-Lewin |

| Arbitro: | Atkinson |

|  |           |                                      |
|  | Marcatori | 36’ Pérez 39’ Maddison 87’ Choudhury |

| Arbitro: | Bankes |

|                |           |            |
| Dendoncker 14’ | Marcatori | 7’ Almirón |

| Arbitro: | Kavanagh |

|              |           |  |
| Hayden 90+4’ | Marcatori |  |

| Arbitro: | Hooper |

|                            |           |                      |
| Kean 30’ Calvert-Lewin 54’ | Marcatori | 90+4’, 90+5’ Lejeune |

| Newcastle upon Tyne 1 febbraio 2020, ore 15:00 GMT 25ª giornata | Newcastle Utd | 0 – 0 referto | Norwich City | St James' Park (52 204 spett.)\| Arbitro: \| Atkinson \| |
| Arbitro:                                                        | Atkinson      |               |              |                                                          |

| Arbitro: | Mason |

|                                                  |           |  |
| Aubameyang 54’ Pépé 57’ Özil 90’ Lacazette 90+5’ | Marcatori |  |

| Arbitro: | Bankes |

|                 |           |  |
| Van Aanholt 44’ | Marcatori |  |

| Newcastle upon Tyne 29 febbraio 2020, ore 15:00 GMT 28ª giornata | Newcastle Utd | 0 – 0 referto | Burnley | St James' Park (52 219 spett.)\| Arbitro: \| Madley \| |
| Arbitro:                                                         | Madley        |               |         |                                                        |

| Arbitro: | Scott |

|  |           |                   |
|  | Marcatori | 79’ Saint-Maximin |

| Arbitro: | Coote |

|                                             |           |  |
| Saint-Maximin 55’ Ritchie 69’ Joelinton 78’ | Marcatori |  |

| Arbitro: | Kavanagh |

|           |           |                |
| Gayle 68’ | Marcatori | 83’ Elmohamady |

| Arbitro: | Friend |

|               |           |                                               |
| Gosling 90+4’ | Marcatori | 5’ Gayle 30’ Longstaff 57’ Almirón 77’ Lazaro |

| Arbitro: | Pawson |

|                         |           |                        |
| Almirón 17’ Shelvey 67’ | Marcatori | 17’ Antonio 65’ Souček |

| Arbitro: | Madley |

|                                                             |           |  |
| Jesus 10’ Mahrez 21’ Fernández 58’ Silva 65’ Sterling 90+1’ | Marcatori |  |

| Arbitro: | Pawson |

|                               |           |           |
| Deeney 52’ (rig.), 82’ (rig.) | Marcatori | 23’ Gayle |

| Arbitro: | Coote |

|             |           |                      |
| Ritchie 56’ | Marcatori | 7’ Son 60’, 90’ Kane |

| Brighton 20 luglio 2020, ore 18:00 BST 37ª giornata | Brighton | 0 – 0 | Newcastle Utd | Amex Stadium (0 spett.)\| Arbitro: \| Hooper \| |
| Arbitro:                                            | Hooper   |       |               |                                                 |

| Arbitro: | Taylor |

|          |           |                                 |
| Gayle 1’ | Marcatori | 38’ Van Dijk 59’ Origi 89’ Mané |

### FA Cup

#### Terzo turno
| Arbitro: | Coote |

|               |           |             |
| Wilbraham 79’ | Marcatori | 17’ Almirón |

| Arbitro: | Scott |

|                                                                 |           |              |
| O'Connell 17’ (aut.) M. Longstaff 20’ Almirón 26’ Joelinton 82’ | Marcatori | 86’ Williams |

#### Quarto turno
| Newcastle upon Tyne 25 gennaio 2020, ore 15:00 GMT Quarto turno | Newcastle Utd | 0 – 0 referto | Oxford Utd | St James' Park (52 221 spett.)\| Arbitro: \| Jones \| |
| Arbitro:                                                        | Jones         |               |            |                                                       |

| Arbitro: | Bankes |

|                         |           |                                                |
| Kelly 84’ Holland 90+4’ | Marcatori | 15’ Longstaff 30’ Joelinton 116’ Saint-Maximin |

#### Ottavi di finale
| Arbitro: | Taylor |

|                           |           |                               |
| Phillips 74’ Zohore 90+3’ | Marcatori | 33’, 45+1’ Almirón 47’ Lazaro |

#### Quarti di finale
| Arbitro: | Mason |

|  |           |                                   |
|  | Marcatori | 37’ (rig.) De Bruyne 68’ Sterling |

### EFL Cup

#### Secondo turno
| Arbitro: | Robinson |

|                           |                      |                                       |
| Mutō 53’                  | Marcatori            | 34’ Maddison                          |
| Mutō Shelvey Schär Hayden | Tiri di rigore 2 – 4 | Fuchs Maddison Tielemans Barnes Vardy |

## Statistiche

### Statistiche di squadra
Statistiche aggiornate al 26 luglio 2020
| Competizione   | Punti | In casa | In casa | In casa | In casa | In casa | In casa | In trasferta | In trasferta | In trasferta | In trasferta | In trasferta | In trasferta | Totale | Totale | Totale | Totale | Totale | Totale | DR  |
| Competizione   | Punti | G       | V       | N       | P       | Gf      | Gs      | G            | V            | N            | P            | Gf           | Gs           | G      | V      | N      | P      | Gf     | Gs     | DR  |
| -------------- | ----- | ------- | ------- | ------- | ------- | ------- | ------- | ------------ | ------------ | ------------ | ------------ | ------------ | ------------ | ------ | ------ | ------ | ------ | ------ | ------ | --- |
| Premier League | 44    | 19      | 6       | 8       | 5       | 20      | 21      | 19           | 5            | 3            | 11           | 18           | 37           | 38     | 11     | 11     | 16     | 38     | 58     | -20 |
| FA Cup         | -     | 3       | 1       | 1       | 1       | 4       | 3       | 3            | 2            | 1            | 0            | 7            | 5            | 6      | 3      | 2      | 1      | 11     | 8      | +3  |
| League Cup     | -     | 1       | 0       | 1       | 0       | 1       | 1       | 0            | 0            | 0            | 0            | 0            | 0            | 1      | 0      | 1      | 0      | 1      | 1      | +0  |
| Totale         | 44    | 23      | 7       | 10      | 6       | 25      | 25      | 22           | 7            | 4            | 11           | 25           | 42           | 45     | 14     | 14     | 17     | 50     | 67     | -17 |

### Andamento in campionato
| Giornata  | 1  | 2  | 3  | 4  | 5  | 6  | 7  | 8  | 9  | 10 | 11 | 12 | 13 | 14 | 15 | 16 | 17 | 18 | 19 | 20 | 21 | 22 | 23 | 24 | 25 | 26 | 27 | 28 | 29 | 30 | 31 | 32 | 33 | 34 | 35 | 36 | 37 | 38 |
| --------- | -- | -- | -- | -- | -- | -- | -- | -- | -- | -- | -- | -- | -- | -- | -- | -- | -- | -- | -- | -- | -- | -- | -- | -- | -- | -- | -- | -- | -- | -- | -- | -- | -- | -- | -- | -- | -- | -- |
| Luogo     | C  | T  | T  | C  | T  | C  | T  | C  | T  | C  | T  | C  | T  | C  | T  | C  | T  | C  | T  | C  | C  | T  | C  | T  | C  | T  | T  | C  | T  | C  | C  | T  | C  | T  | T  | C  | T  | C  |
| Risultato | P  | P  | V  | N  | P  | N  | P  | V  | P  | N  | V  | V  | P  | N  | V  | V  | P  | V  | P  | P  | P  | N  | V  | N  | N  | P  | P  | N  | V  | V  | N  | V  | N  | P  | P  | P  | N  | P  |
| Posizione | 14 | 18 | 19 | 14 | 18 | 17 | 19 | 16 | 18 | 17 | 15 | 13 | 14 | 14 | 11 | 11 | 11 | 9  | 10 | 11 | 13 | 13 | 12 | 14 | 12 | 13 | 14 | 14 | 13 | 13 | 13 | 13 | 12 | 13 | 13 | 13 | 13 | 13 |

Fonte:  Premier League 2019/2020, su calcio.com.
Legenda:

Luogo: C = Casa; T = Trasferta. Risultato: V = Vittoria; N = Pareggio; P = Sconfitta.

### Statistiche dei giocatori
Sono in corsivo i calciatori che hanno lasciato la società a stagione in corso.
| Giocatore        | Premier League | Premier League | FA Cup   | FA Cup | League Cup | League Cup | Totale   | Totale |
| Giocatore        | Presenze       | Reti           | Presenze | Reti   | Presenze   | Reti       | Presenze | Reti   |
| ---------------- | -------------- | -------------- | -------- | ------ | ---------- | ---------- | -------- | ------ |
| M. Dúbravka      | 38             | -58            | 1        | -1     | 0          | -0         | 39       | -59    |
| R. Elliot        | 0              | -0             | 0        | -0     | 0          | -0         | 0        | -0     |
| K. Darlow        | 0              | -0             | 5        | -7     | 1          | -1         | 6        | -8     |
| C. Clark         | 14             | 2              | 2        | 0      | 1          | 0          | 17       | 2      |
| P. Dummett       | 16             | 0              | 0        | 0      | 1          | 0          | 17       | 0      |
| F. Schär         | 21             | 2              | 4        | 0      | 1          | 0          | 26       | 2      |
| J. Lascelles     | 24             | 1              | 5        | 0      | 0          | 0          | 29       | 1      |
| J. Willems       | 19             | 2              | 0        | 0      | 1          | 0          | 20       | 2      |
| E. Krafth        | 15             | 0              | 2        | 0      | 1          | 0          | 18       | 0      |
| F. Fernández     | 29             | 2              | 2        | 0      | 1          | 0          | 32       | 2      |
| J. Manquillo     | 19             | 0              | 2        | 0      | 1          | 0          | 22       | 0      |
| F. Lejeune       | 6              | 2              | 2        | 0      | 0          | 0          | 8        | 2      |
| D. Yedlin        | 15             | 1              | 4        | 0      | 0          | 0          | 19       | 1      |
| J. Sterry        | 0              | 0              | 0        | 0      | 0          | 0          | 0        | 0      |
| D. Rose          | 9              | 0              | 2        | 0      | 0          | 0          | 11       | 0      |
| J. Shelvey       | 23             | 6              | 1        | 0      | 1          | 0          | 25       | 6      |
| A. Saint-Maximin | 23             | 3              | 4        | 1      | 0          | 0          | 27       | 4      |
| M. Ritchie       | 16             | 1              | 4        | 0      | 1          | 0          | 21       | 1      |
| I. Hayden        | 28             | 1              | 5        | 0      | 1          | 0          | 34       | 1      |
| V. Lazaro        | 9              | 1              | 2        | 1      | 0          | 0          | 11       | 2      |
| M. Almirón       | 33             | 4              | 6        | 4      | 0          | 0          | 39       | 8      |
| H. Saivet        | 0              | 0              | 0        | 0      | 0          | 0          | 0        | 0      |
| C. Atsu          | 19             | 0              | 4        | 0      | 1          | 0          | 24       | 0      |
| S. Longstaff     | 22             | 1              | 6        | 1      | 0          | 0          | 28       | 2      |
| N. Bentaleb      | 9              | 0              | 3        | 0      | 0          | 0          | 12       | 0      |
| M. Longstaff     | 8              | 2              | 5        | 1      | 1          | 0          | 14       | 3      |
| A. Carroll       | 16             | 0              | 2        | 0      | 0          | 0          | 18       | 0      |
| Joelinton        | 35             | 2              | 6        | 2      | 0          | 0          | 41       | 4      |
| D. Gayle         | 17             | 3              | 2        | 0      | 0          | 0          | 19       | 3      |
| Y. Mutō          | 8              | 0              | 1        | 0      | 1          | 1          | 10       | 1      |
| T. Allan         | 0              | 0              | 1        | 0      | 0          | 0          | 1        | 0      |
| Ki Sung-yueng    | 3              | 0              | 1        | 0      | 0          | 0          | 4        | 0      |